# Olympische Sommerspiele 1968/Teilnehmer (Madagaskar)
| Gelbes Symbol für Goldmedaillen mit stilisierten Olympischen Ringen | Graues Symbol für Silbermedaillen mit stilisierten Olympischen Ringen | Braundes Symbol für Bronzemedaillen mit stilisierten Olympischen Ringen |
| ------------------------------------------------------------------- | --------------------------------------------------------------------- | ----------------------------------------------------------------------- |
| —                                                                   | —                                                                     | —                                                                       |

Madagaskar nahm an den Olympischen Sommerspielen 1968 in Mexiko-Stadt mit einer Delegation von vier Athleten (alles Männer) teil. Es war die zweite Teilnahme Madagaskars an Olympischen Sommerspielen.

## Teilnehmer nach Sportarten

### Leichtathletik
Laufen und Gehen 
| Athleten                   | Wettbewerb   | Vorlauf   | Vorlauf | Viertelfinale | Viertelfinale | Halbfinale    | Halbfinale    | Finale        | Finale        | Rang |
| Athleten                   | Wettbewerb   | Zeit      | Rang    | Zeit          | Rang          | Zeit          | Rang          | Zeit          | Rang          | Rang |
| -------------------------- | ------------ | --------- | ------- | ------------- | ------------- | ------------- | ------------- | ------------- | ------------- | ---- |
| Herren                     |              |           |         |               |               |               |               |               |               |      |
| Jean Randrianjatavo        | 5000 m       | 15:50,4 m | 11      | ausgeschieden | ausgeschieden | ausgeschieden | ausgeschieden | ausgeschieden | ausgeschieden | -    |
| Jean-Louis Ravelomanantsoa | 100 m        | 10,2 s    | 2       | 10,1 s        | 2             | 10,2 s        | 4             | 10,2 s        | 8             | 8    |
| Jean-Louis Ravelomanantsoa | 200 m        | 21,5 s    | 5       | ausgeschieden | ausgeschieden | ausgeschieden | ausgeschieden | ausgeschieden | ausgeschieden | -    |
| Fernand Tovondray          | 110 m Hürden | 14,9 s    | 7       | ausgeschieden | ausgeschieden | ausgeschieden | ausgeschieden | ausgeschieden | ausgeschieden | -    |

 Springen und Werfen 
| Athleten          | Wettbewerb | Qualifikation | Qualifikation | Finale        | Finale        | Rang |
| Athleten          | Wettbewerb | Weite/Höhe    | Rang          | Weite/Höhe    | Rang          | Rang |
| ----------------- | ---------- | ------------- | ------------- | ------------- | ------------- | ---- |
| Herren            |            |               |               |               |               |      |
| Fernand Tovondray | Hochsprung | 2,03 m        | 30            | ausgeschieden | ausgeschieden | 30   |

| Athleten                 | 100 m    | 100 m | Weitsprung | Weitsprung | Kugelstoßen           | Kugelstoßen           | Hochsprung            | Hochsprung            | 400 m                 | 400 m                 | 110 m Hürden          | 110 m Hürden          | Diskuswerfen          | Diskuswerfen          | Stabhochsprung        | Stabhochsprung        | Speerwerfen           | Speerwerfen           | 1500 m                | 1500 m                | Punkte | Rang |
| Athleten                 | Zeit (s) | Pkte. | Weite (m)  | Pkte.      | Weite (m)             | Pkte.                 | Höhe (m)              | Pkte.                 | Zeit (s)              | Pkte.                 | Zeit (s)              | Pkte.                 | Weite (m)             | Pkte.                 | Höhe (m)              | Pkte.                 | Weite (m)             | Pkte.                 | Zeit (min)            | Pkte.                 | Punkte | Rang |
| ------------------------ | -------- | ----- | ---------- | ---------- | --------------------- | --------------------- | --------------------- | --------------------- | --------------------- | --------------------- | --------------------- | --------------------- | --------------------- | --------------------- | --------------------- | --------------------- | --------------------- | --------------------- | --------------------- | --------------------- | ------ | ---- |
| Zehnkampf Herren         |          |       |            |            |                       |                       |                       |                       |                       |                       |                       |                       |                       |                       |                       |                       |                       |                       |                       |                       |        |      |
| Dominique Rakotorahalahy | 11,59    | 687   | 6,62       | 740        | nicht mehr angetreten | nicht mehr angetreten | nicht mehr angetreten | nicht mehr angetreten | nicht mehr angetreten | nicht mehr angetreten | nicht mehr angetreten | nicht mehr angetreten | nicht mehr angetreten | nicht mehr angetreten | nicht mehr angetreten | nicht mehr angetreten | nicht mehr angetreten | nicht mehr angetreten | nicht mehr angetreten | nicht mehr angetreten | -      | -    |

## Weblink
- Olympiamannschaft Madagaskars 1968 in der Datenbank von Sports-Reference (englisch; archiviert vom Original)